# Kleinkastell Biebig
Das Kleinkastell Biebig war möglicherweise ein ehemaliges römisches Militärlager, das nahe der zum UNESCO-Weltkulturerbe erhobenen Rätischen Mauer errichtet wurde und heute im „Altdorfer Wald“ nördlich des Weilers Götzelshard, Gemeinde Pollenfeld, im Landkreis Eichstätt in Bayern liegt.

## Lage und Forschungsgeschichte

KK Biebig mit seinem weiteren Limesumfeld

KK Biebig, Grundriss und Schnitt durch die Umwehrung

Die Wallanlage befindet sich abgelegen im „Altdorfer Wald“ und wurde rund 100 Meter südlich des römischen Grenzverlaufs errichtet. Dies ist eine für Kleinkastelle am Rätischen Limes ungewöhnlich weite Entfernung. Der auf 510 Höhenmetern gelegene Befund wird heute teils von tiefen Hohlwegen zerschnitten. Die sichtbaren Wälle liegen im östlichen Randbereich einer Bergzunge. Deren Spitze mündet rund 400 Meter nördlich des Limes über der auf rund 440 Höhenmetern gelegenen Zusammenkunft zweier tiefer Geländeeinschnitte. Den einen bildet das Tal der von Südwesten nach Nordosten fließenden Anlauter, der andere, das Wassertal, das unterhalb von Biebig nach Süden entlang zieht, ist wesentlich kürzer. Nahe dem Fundort vereinigen sich in dem Talgrund das „Westliche“ mit dem „Östlichen Wassertal“. Während sich das westliche Tal nach Südwest verjüngt, knickt das „Östliche Wassertal“ auf der Höhe des mutmaßlichen Kleinkastells nach Osten ab und mündet rund 400 Meter von Biebig entfernt, nahe dem nächstgelegenen Kleinkastell Hegelohe.
Die kleine Anlage wurde von Friedrich Winkelmann (1852–1934), einem Streckenkommissar der Reichs-Limeskommission (RLK), untersucht.

## Baugeschichte
Die rund 39 × 42 Meter (= 0,15 Hektar) umfassende, kaum untersuchte, trapezförmige Erdschanze besaß in ihrer heute noch rund einen Meter hohen Umwehrung einen 0,60 Meter hohen gemauerten Kern von 2,60 Meter Breite. Winkelmann entdeckte tief im Wallkörper eine einzige, unverzierte, römische Sigillate der Form Ludowici III S. 279 S M, die zu einer großen Schüssel gehört haben muss. Mehr Funde kamen bei dem Versuchsschnitt nicht zu Tage. Die Datierung der Scherbe ist offen. Zudem besitzt die Anlage keinen Graben. Der Ausgräber mutmaßte aufgrund der Tiefe des Fundes im Inneren des Walls, dass das Sigillata-Fragment nur beim Bau der Anlage dorthin gelangt sein könnte.
Die zerwühlten Baureste des nächstgelegenen Wachturm, Wp 14/66, befinden sich rund 100 Meter nördlich des Kleinkastells und rund zehn Meter südlich des Limes. An diesem Turmstandort, der sich am östlichen Talhang des Östlichen Wassertals befindet, konnten die römischen Soldaten nur das Östliche Wassertal überblicken. Es bestand nach Westen jedoch Sichtverbindung zu Wp 14/65, der das Westliche Wassertal einsehen konnte.

## Kritik
Aufgrund der Befundlage wurden in der Vergangenheit wiederholt Zweifel laut, die diese Örtlichkeit als nicht römerzeitlich einordnen bzw. kritisch bewerten. Nach Aussage des Archäologen Thomas Fischer besaß Biebig „offenbar keine gemörtelte steinerne Wehrmauer.“

## Denkmalschutz
Das Kleinkastell Biebig und die erwähnten Anlagen sind als Abschnitt des Obergermanisch-Rätischen Limes seit 2005 Teil des UNESCO-Welterbes. Außerdem sind sie geschützt als eingetragene Bodendenkmale im Sinne des Bayerischen Denkmalschutzgesetzes (BayDSchG). Nachforschungen und gezieltes Sammeln von Funden sind erlaubnispflichtig, Zufallsfunde sind den Denkmalbehörden anzuzeigen.